# Tropidophryne
Tropidophryne är ett släkte av steklar. Tropidophryne ingår i familjen sköldlussteklar.
Kladogram enligt Catalogue of Life:
| Tropidophryne | \| \| Tropidophryne africana \| \| \| \| \| \| Tropidophryne comperei \| \| \| \| \| \| Tropidophryne melvillei \| \| \| \| \| \| Tropidophryne natalensis \| \| \| \| |
|               | \| \| Tropidophryne africana \| \| \| \| \| \| Tropidophryne comperei \| \| \| \| \| \| Tropidophryne melvillei \| \| \| \| \| \| Tropidophryne natalensis \| \| \| \| |
|               | Tropidophryne africana |
|               | |
|               | Tropidophryne comperei |
|               | |
|               | Tropidophryne melvillei |
|               | |
|               | Tropidophryne natalensis |
|               | |